# Hiki Yoshikazu
 (juin 2020).
Hiki Yoshikazu est un nom japonais traditionnel ; le nom de famille (ou le nom d'école), Hiki, précède donc le prénom (ou le nom d'artiste).
Hiki Yoshikazu (比企 能員, mort le 8 octobre 1203) est un noble et guerrier japonais du clan Hiki de l'époque de Kamakura. Associé au clan Minamoto au pouvoir par le mariage de sa fille, il est assassiné par le clan Hōjō. 

## Biographie
Originaire de la province de Musashi, Hiki Yoshikazu accède à la notoriété à la cour du shogun à la suite de son adoption par la nourrice de Minamoto no Yoritomo.
La fille de Hiki, Wakasa no Tsubone, est mariée à Minamoto no Yoriie, deuxième shogun du shogunat de Kamakura. Gravement malade,  elle propose de nommer son jeune frère, Sanetomo et le jeune fils de ce dernier, Minamoto no Ichiman (petit-fils de Hiki) pour lui succéder. Ils se répartissant le pouvoir, régissant chacun des parties distinctes du pays. Hiki sera alors le régent, même officieusement, du jeune Ichiman. Yoriie, qui sera assassinée peu de temps après par le clan Hōjō, sans lien avec cette suggestion,  s'arrangent pour faire tuer Sanetomo cependant Hōjō Masako, la mère de Yoriie et épouse du premier shogun Yoritomo l'apprend.
Masako cherche  à faire formellement accuser Hiki de trahison et à le faire exécuter mais les Hōjō, commandés par Hōjō Tokimasa, le trouvent en premier et voulant prendre eux-mêmes le contrôle du Shogunat, l'assassinent puis attaquent le palais de Ichiman, y mettent le feu, le tuent lui et des membres du la famille Hiki étendue.

## Source de la traduction
- (en) Cet article est partiellement ou en totalité issu de l’article de Wikipédia en anglais intitulé « Hiki Yoshikazu » (voir la liste des auteurs).